# James Pradier

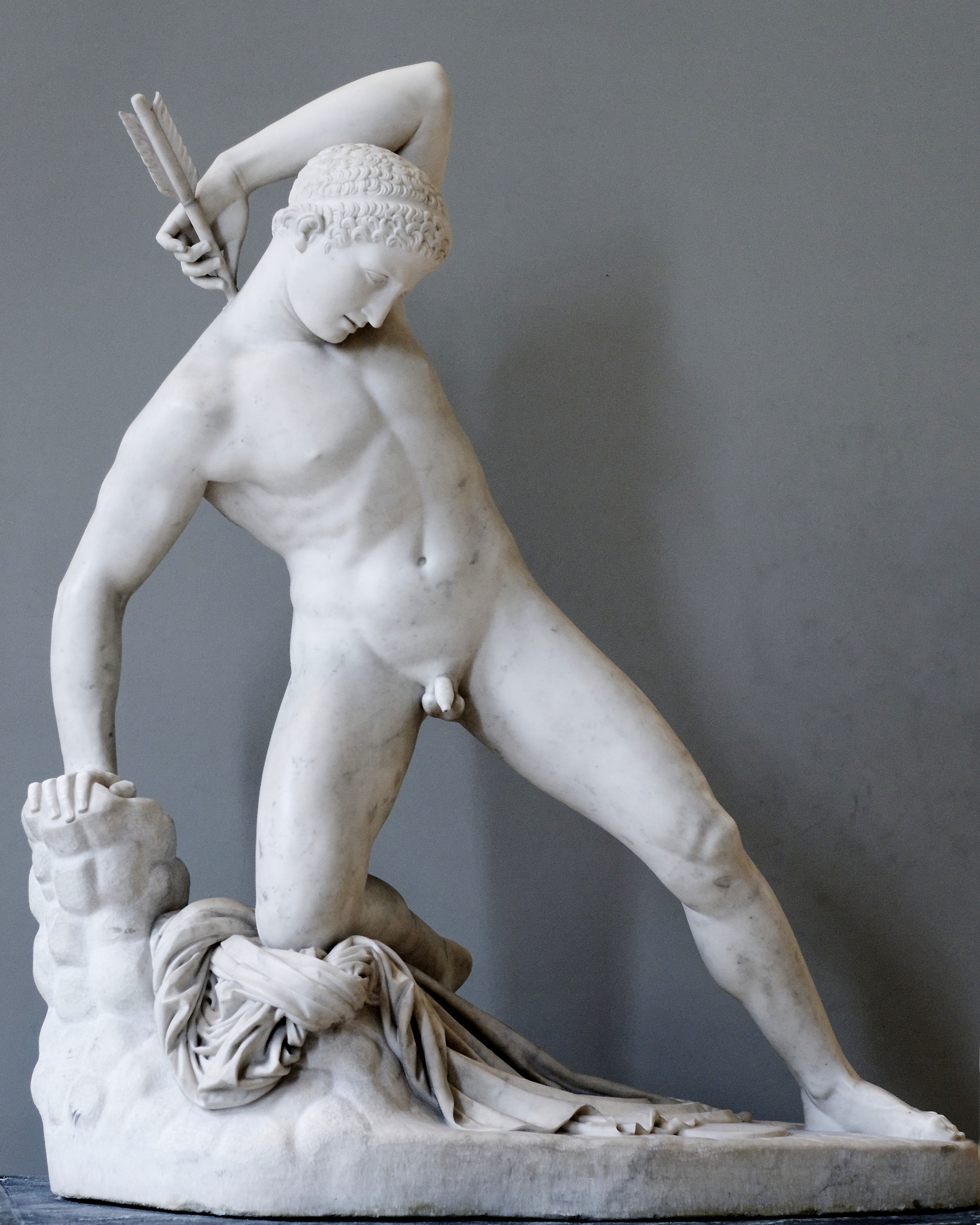
Niobid, 1822, Louvre

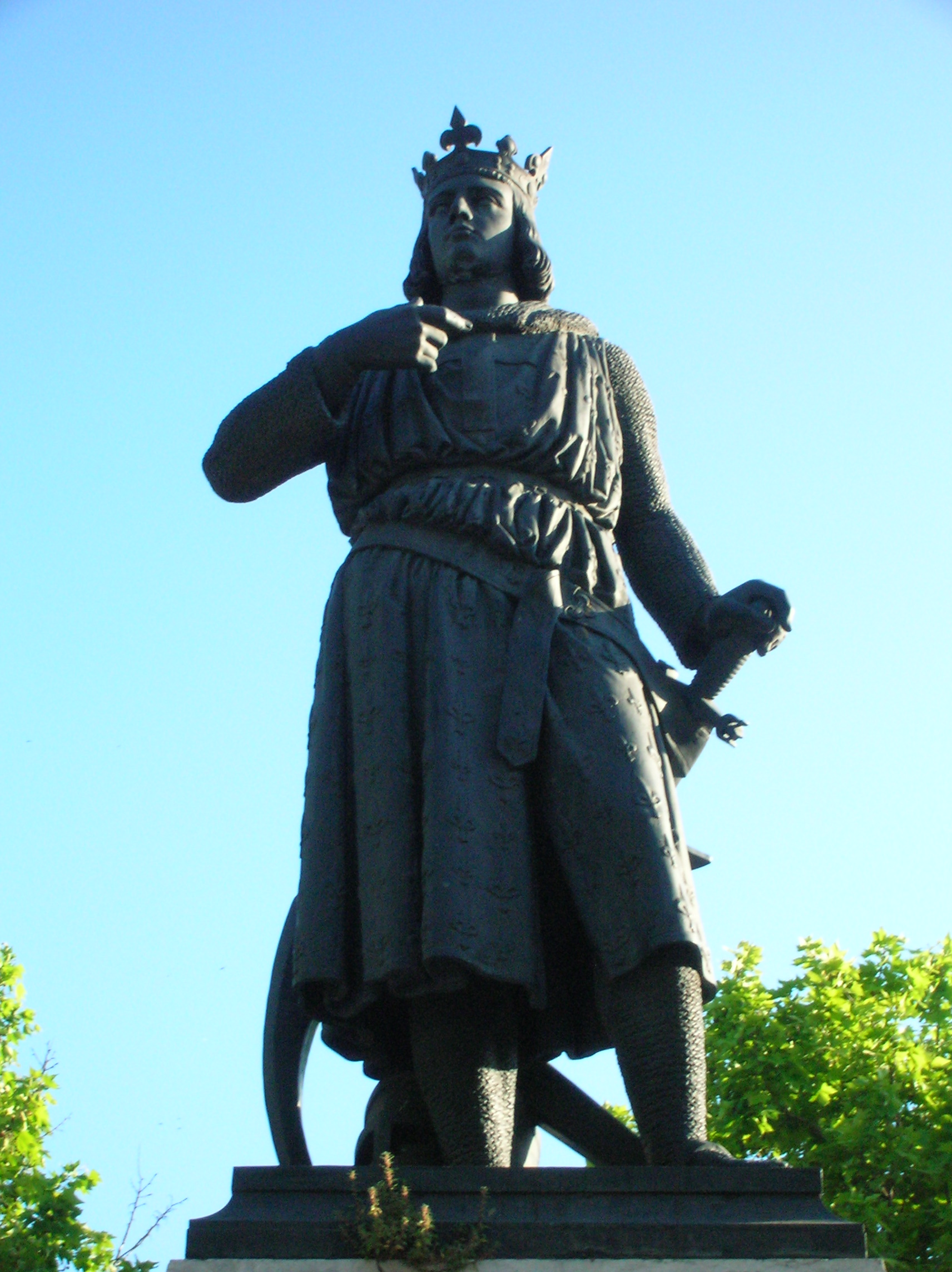
Svatý Lidvík, Aigues-Mortes

Jean-Jacques Pradier (23. května 1790 Ženeva – 4. června 1852 Bougival) byl francouzsko-švýcarský sochař. Jeho bratr byl rytec Charles Simon Pradier a jeho syn John Pradier, malíř.

## Život a kariéra
V roce 1809 se stal žákem Lemota na École nationale supérieure des beaux-arts a roku 1813 vyhrál Prix de Rome. Léta 1812 až 1819 strávil v Římě, kde kopíroval antická díla. Po návratu v roce 1819 vystavil v Salonu své sousoší Kentaur a bakchantky a zvítězil.
V roce 1827 začal vyučovat na École des beaux-arts. Jeho mecenášem se stal Ludvík Filip.
Se svou ženou, Louise Darcetovou, měl tři děti. Je pohřben na pařížském hřbitově Père Lachaise, náhrobek vytvořili jeho žáci.

## Dílo
Vytvořil značné množství soch a bust. Část je uchovávána v Louvru, jiné lze najít po celé Francii.

## Žáci
- Auguste Bosc, 1828–1878
- Antoine Bovy, 1795–1877
- Marie-Noémi Cadiot, 1828–1888
- Louis-Félix Chabaud, 1824–1902
- John-Étienne Chaponnière, 1801–1835
- Henri Michel, Antoine Chapu, 1833–1891
- Augustin Courtet, 1821–1891
- Gustave Crauk, 1827–1905
- Antoine Etex, 1808–1888
- Hippolyte Ferrat 1822–1882
- Adolphe Victor Geoffroy-Dechaume, 1816–1892
- Eugène Gonon, 1814–1892
- Kaspar Grüter, 1811–1865
- Eugène Guillaume, 1822–1905
- Henri Lehmann, 1814–1882
- Eugène-Louis Lequesne, 1815–1887
- Henri Le Secq, 1818–1882
- Jacques-Léonard Maillet, 1823–1894
- Louis-Victor Mercier, 1810–1894
- Louis Merley, 1815–1883
- François-Clément Moreau, 1831–1865
- Louis-Marie Moris, 1818–1883
- Pierre-Alfred Robinet, 1814–1877
- François Félix Roubaud, 1825–1876
- Pierre-Charles Simart, 1806–1857
- Victor Vilain, 1818–1899.